# Acacia stellaticeps
Acacia stellaticeps là một loài thực vật có hoa trong họ Đậu. Loài này được Kodela, Tindale & D.A.Keith miêu tả khoa học đầu tiên.
Người Úc bản địa, người Nyangumarta gọi loài cây bụi này là pirrnyur hoặc pirrinyurru và người Ngarla gọi chúng là panmangu. Chúng là một loại cây bụi bản địa một khu vực thuộc vùng Kimberley, Pilbara và phía bắc Goldfields của Tây Úc. 
Cây bụi rậm thấp thường phát triển đến chiều cao 1 mét (3 ft). Hoa nở từ tháng 10 đến tháng 5 với hoa màu vàng.